# The Wake of Magellan
A The Wake of Magellan az amerikai Savatage 1998-ban megjelent nagylemeze, melyet az Atlantic Records jelentetett meg. Az album Japánban már 1997 szeptemberében megjelent. Elődjéhez hasonlóan ismét egy konceptlemez született, vagyis a lemezen hallható dalok egy összefüggő történetet mesélnek el.
Zeneileg ismét egy erős anyag született, melyet mind a rajongók, mind a kritikusok tárt karokkal fogadtak. A Dead Winter Dead albumhoz képest egy lendületesebb anyag jelent meg, melyen háttérbe szorultak a lírai dalok. Ez az együttes utolsó albuma, melyen Zachary Stevens énekel. Az albumon hallható történetet a Maersk Dubai incidens hatására írták meg, mely az album megjelenése előtt egy évvel történt meg. Egy tajvani hajóskapitány az Atlanti-óceán közepén felfedezett három román potyautast. Az évezredes tengerésztörvény szerint ebben az esetben a kapitánynak fel kellett volna vennie a potyautasokat, majd a legközelebbi kikötőnél szélnek kellett volna eresztenie őket. A kapitány azonban a vízbe dobott három hordót és magára hagyta a három embert. Erre a valóban megtörtént eseményre épül az albumon hallható történet.
A történet egyben emléket állít Veronica Guerin ír származású újságírónak, aki a kábítószer-kereskedelem áldozata lett 1996-ban.

## Történet
|  | Alább a cselekmény részletei következnek! |

Egy késő tavaszi napon egy öreg tengerész, bizonyos Hector Del Fuego-Magellan sétál a spanyol tengerparton. Ez az öreg tengerész azt állítja magáról, hogy a híres felfedező Ferdinand Magellan leszármazottja. Ezen kijelentését csak nagyon kevesen hiszik el neki. Kezében állandóan egy homokóra van, mely a legértékesebb családi örökség, és amelynek jelenléte megnyugvással tölti el a tengerészt. Mivel élete nagy részét az óceánon töltötte, ezért nincsen családja. Ez a tény szomorúsággal tölti el, melyet a tengerparton az óceánnak mesél el. Mivel már nyugdíjazta magát, így minden nap betér a helyi kávézóba, ahol naponta megakad a szeme egy idős asszonyon aki nap mint nap bort kortyolgat. Fiatalkorában sokszor látta ezt az asszonyt, aki akkoriban még szép és fiatal volt. A tengerész a tengerparton sétálva saját halálán töpreng. Elrémiszti a gondolat, hogy kórházban kell meghalnia csupa idegen ember között. Elhatározza, hogy vitorlás hajóra száll, és az óceánba süllyedve fog meghalni. Ezen tervét megossza az óceánnal is, aki azonban megpróbálja lebeszélni erről az öreg tengerészt.
Hector a parton sétálva egy fekvő fiatal férfit lát. Először azt gondolja, hogy alszik, de amikor az óceán egy hullámmal teríti be a mozdulatlan embert, rájön, hogy meghalt. A férfihoz megy és egy üzenetet talál nála az alábbi felirattal: Blackjack Guillotine. Az óceán megsúgja Hectornak, hogy ez egy heroin márka, a férfi pedig túladagolta magát. A tengerész elmond egy imát, az óceán pedig egy Veronica Guerin feliratú koszorút sodor a partra. Ezt követően a tengerész megáll egy kis folyónál, mely az óceánba fut bele és visszagondol az imént történtekre. Megállapítja, hogy míg ő az óceánon tartózkodott a világ megváltozott körülötte. Elkezd sírni, nem veszi észre, hogy egy kisgyermek az anyjával sétál a parton. A gyermek szeme megakad a matróz homokóráján, így odaszalad hozzá. Látja, hogy sír az öregember, ezért megkérdezi, hogy mi baja van. Választ azonban nem kap, mert eddigre az anyja felszólítja, hogy jöjjön vele a strandra. Amint megindulnak a strandra a kisfiú háta mögött láthatóvá válik, amint a tengerész a homokóra tartalmát a földre önti, majd összetöri a szerkezetet. Felszáll a kis vitorlásra, melyre úgy tekint, mint a koporsójára.
Néhány órával később elalszik a kormányrúd mögött, azonban egy hang szólítja, hogy térjen vissza a földre. Hiába bizonyosodik meg róla, hogy ébren van, a hangot továbbra is hallja. Hirtelen egy hatalmas villám világítja meg az éjszakát, és egy emberi alakot tekint meg a vízben. Kétségbeesetten az ember irányába kormányozza a vitorlást, közben pedig fohászkodik Istenhez, hogy még ne halljon meg, had tudja megmenteni a bajba jutott embert. Hiába minden erőfeszítés a tomboló viharban csak nem halad előre, a vízben levő ember is egyre kevesebbszer kerül a felszín fölé. Ekkor azonban egy hatalmas hullám a hajót közvetlenül a férfi elé sodorja. A tengerész kimenti a bajba jutott embertársát, és visszaindul a szárazföld felé. A férfi elmeséli, hogy egy nagy utasszállító hajón volt potyautas, mire a tisztek a tengerbe dobták. Hector teljesen megdöbben a történtek hallatán, és úgy dönt, hogy feljelenti a tiszteket. Azonban a potyautas megkéri, hogy ne tegye, ugyanis illegálisan tartózkodik az országban. Hector megérti helyzetét, és kiteszi a legközelebbi kikötőnél.
Hector visszatér a tengerpartra, ugyanoda ahol útra kelt. Észreveszi, hogy a széttört homokóra nem tűnt el, sőt valaki megjavította és feltöltötte homokkal. A vitorlást nem horgonyozza le, hanem szabadjára engedi az óceánon, ő maga pedig megindul a kávézó felé, miközben az óceán eltörli maga mögött hagyott lábnyomait.

## Számlista
1. "The Ocean" (Jon Oliva/Paul O’Neill) – 1:33
2. "Welcome" (Oliva/O'Neill) – 2:11
3. "Turns to Me" (Oliva/Al Pitrelli/O'Neill) – 6:01
4. "Morning Sun" (Oliva/Chris Caffery/O'Neill) – 5:49
5. "Another Way" (Oliva/Pitrelli/O'Neill) – 4:35
6. "Blackjack Guillotine" (Oliva/O'Neill) – 4:33
7. "Paragons of Innocence" (Oliva/O'Neill) – 5:33
8. "Complaint in the System (Veronica Guerin)" (Oliva/O'Neill) – 2:37
9. "Underture" (Oliva/O'Neill) – 3:52
10. "The Wake of Magellan" (Oliva/Caffery/Johnny Lee Middleton/O'Neill) – 6:10
11. "Anymore" (Oliva/O'Neill) – 5:16
12. "The Storm" (Oliva/Pitrelli/O'Neill) – 3:45
13. "The Hourglass" (Oliva/Pitrelli/O'Neill) – 8:05

### Amerikai kiadás bónuszai
1. "Somewhere in Time/Alone You Breathe" (J. Oliva/O'Neill) – 4:37
2. "Sleep" (Criss Oliva/J. Oliva/O'Neill)- 4:16
3. "Stay" (C. Oliva/J. Oliva/O'Neill) – 2:48

### 2002-es CD kiadás bónuszai
1. "This Is Where You Should Be" (J. Oliva) – 4:55
2. "Desiree" – 3:53

## Közreműködők
- Zachary Stevens – ének
- Jon Oliva – billentyűs hangszerek, illetve ének az Another Way és a Paragons of Innocence dalokban
- Chris Caffery – gitár, háttérvokál
- Al Pitrelli – gitár, vokál
- Johnny Lee Middleton – basszusgitár, háttérvokál
- Jeff Plate – dob